# Кочета-Распа (Алесандрија)
Кочета-Распа је насеље у Италији у округу Алесандрија, региону Пијемонт.
Према процени из 2011. у насељу је живело 8 становника. Насеље се налази на надморској висини од 78 м.